# Kirsten Prout
Kirsten Prout (Vancouver, 28 de setembro de 1990) é uma atriz canadense. É mais conhecida por sua atuação na série Kyle XY como Amanda Bloom.
Kirsten começou a atuar na 3ª série e tem seguido este caminho desde então. Embora ame atuar, Prout se dedica bastante em seu tempo livre à arte e ao atletismo. Seus planos para o futuro incluem ir para a Universidade, além de fazer outros filmes.
Kirsten também esteve no elenco do filme Elektra, em que trabalhou com estrelas como Jennifer Garner e Goran Visnjic. Ela também foi vista no programa de ficção científica Stargate SG-1 no episódio "Birthright".
Kirsten também interpretou Lucy no filme A Saga Crepúsculo: Eclipse, que lançou no dia 30 de junho de 2010. Casou-se, em novembro de 2017, com o diretor Matt Zien, passando a usar o nome Kirsten Zien.

## Filmografia
| Filmes    | Filmes                           | Filmes                | Filmes       |
| Ano       | Filme                            | Papel                 | Notas        |
| --------- | -------------------------------- | --------------------- | ------------ |
| 2013      | Social Nightmare                 | Catherine Hardy       |              |
| 2012      | My Super Psycho Sweet 16: Part 3 | Alex Bell             | Para TV      |
| 2010      | My Super Psycho Sweet 16: Part 2 | Alex Bell             | Para TV      |
| 2010      | Meteor Storm                     | Kara                  | Para TV      |
| 2010      | The Twilight Saga: Eclipse       | Lucy                  |              |
| 2008      | Class Savage                     | Julye                 |              |
| 2007      | Tell Me No Lies                  | Samantha Cooper       | Para TV      |
| 2005      | Elektra                          | Abby Miller           |              |
| 2004      | The Love Crimes of Gillian Guess | Amanda Guess          | Para TV      |
| 2001      | Twice Upon a Christmas           | Brittany Morgan       | Para TV      |
| 2001      | The Wedding Dress                | Stella Carver         | Para TV      |
| 2001      | De Grot                          | Julie                 |              |
| 2001      | Mindstorm                        | Tracy Wellman (jovem) |              |
| 2000      | Once Upon a Christmas            | Brittany Morgan       | Para TV      |
| 2000      | The Linda McCartney Story        | Stella (aos 8 anos)   | Para TV      |
| Televisão |                                  |                       |              |
| Ano       | Título                           | Papel                 | Notas        |
| 2013      | Devious Maids                    | Allison               | 1 episódio   |
| 2013      | Psych                            | Zola                  | 1 episódio   |
| 2012      | NCIS                             | Lydia Wade            | 1 episódio   |
| 2011      | The Lying Game                   | Char Chamberlin       | 12 episódios |
| 2006-2009 | Kyle XY                          | Amanda Bloom          | 43 episódios |
| 2005      | Cold Squad                       | Ashley                | 2 episódios  |
| 2003      | Stargate SG-1                    | Nesa                  | 1 episódio   |
| 2002      | The Dead Zone                    | Susan Reed            | 1 episódio   |
| 2002      | Beyond Belief: Fact or Fiction   | Katie                 | 1 episódio   |
| 2002      | Jeremiah                         | Elayne                | 1 episódio   |
| 2001      | Night Visions                    | Wendy                 | 1 episódio   |
| 2001      | Mysterious Ways                  | Lindsay Kasper        | 1 episódio   |
| 2000      | First Wave                       | Emily                 | 1 episódio   |